# Aufzeichnungen auf Manschetten
Aufzeichnungen auf Manschetten (russisch Записки на манжетах, Sapiski na manschetach) ist eine zweiteilige Erzählung des sowjetischen Schriftstellers Michail Bulgakow. Der erste Teil handelt im Kaukasus und erschien am 18. Juni 1922 in der russischsprachigen Literaturzeitschrift Nakanune in Berlin. Der zweite Teil handelt in Moskau und wurde 1923 im Heft 5 der Moskauer Literaturzeitschrift Rossija publiziert. Zusammen wurden beide Teile 1987 im Heft 6 der alle zwei Monate erscheinenden Moskauer Zeitschrift Teatr abgedruckt.

## Hintergrund
Der Text kann als autobiographische Skizze genommen werden. Bulgakow ging im Dezember 1917 nach Moskau.
Der Autor war im Volkskommissariat für Bildungswesen als Sekretär der Hauptabteilung für Verlagswesen tätig. Bis zu ihrer Schließung Ende 1919 kamen in dieser Hauptabteilung – im Russischen kurz Lito genannt – 115 Titel zur Russischen Klassik heraus (Tschernyschewski, Turgenew, Puschkin, Herzen, Belinski, Gogol, Gontscharow, Dostojewski, Kolzow, Krylow, Nikitin, Pomjalowski, Saltykow-Schtschedrin, Uspenski, Tschechow und Lew Tolstoi).
Bulgakow hielt sich im Sommer 1920 in Wladikawkas auf, begegnete dort im Kaukasus etlichen Berufskollegen – unter anderen Rjurik Iwnew sowie Ossip Mandelstam, schrieb sein erstes Stück und ging im September 1921 wieder nach Moskau.

## Inhalt

### Kaukasus
Der Ich-Erzähler Mischa sitzt in der nicht benannten ossetischen Stadt, einem „Krähwinkel am Fuß der Berge“ am Ufer des Terek, mit Rückfalltyphus fest. Zur Emigration nach Paris fehlt ihm das nötige Geld. Also bleibt er im Lande und liest Melnikow-Petscherski. Juri Sljoskin sucht Mischa am Krankenbett auf und möchte ihm die vakante Stelle als Litleiter (Leiter der Abteilung Literatur) schmackhaft machen. Jewreinow und Rjurik Iwnew – beide auf der Durchreise unterwegs nach Petersburg beziehungsweise Moskau – geben sich die Klinke in die Hand. Ossip Mandelstam, von Moskau nach Tiflis reisend, schaut vorbei. Pilnjak und Serafimowitsch machen eine Stippvisite. Ersterer reist, mit einer Damenstrickjacke bekleidet, nach Rostow und letzterer kommt aus Nordrussland. Vor lauter Hunger nimmt Mischa ein Engagement am Theater an. Er deklamiert zum Thema Humor bei Tschechow. Im Saal präsente Rotarmisten protestieren. Aus dem geplanten Puschkin-Abend wird nichts. Solche Abende im Theater werden untersagt. Mischa will den Hunger bezwingen; verkauft seinen Zylinder. Das ist ein Tropfen auf den heißen Stein. Zusammen mit einem Rechtsanwaltsgehilfen und dessen Frau – alle drei hungern – schreibt Mischa innerhalb einer Woche sein erstes Stück. Bereits nach vierzehn Tagen geht der Dreiakter über die Bühne. Das Honorar – 200 000 Rubel – gestattet ausgiebige Mahlzeiten. Für die Flucht nach Paris reicht es im Winter auf das Jahr 1921 allerdings nicht.
Nach Moskau führt Mischas Weg über Zichidsiri und Machindschauri.

### Moskau
Ein Plakat mit den riesengroßen Buchstaben Djuwlam fesselt den Ankömmling. Was heißt Djuwlam? Ganz einfach: Zwölftes Jubiläum Majakowskis. Der immerzu hungrige Mischa ist auf der Suche nach der Litab. Er begegnet auf dem Irrweg durch die Korridore und Etagen Meyerhold.
Volltreffer – Mischa wird Ende 1921 zum Sekretär der Litab ernannt und muss nicht mehr hungern. Aber ganz so schnell rollt der Rubel nicht. Mischa führt gegen die Bürokratie einen schließlich erfolgreichen Papierkrieg. Mischas Vorgesetzter ist schlechter dran. Dieser Leiter hat bereits 113 Fragebögen ausgefüllt und wurde noch nicht im Amt bestätigt. Die Litab hat ein Personalbudget von achtzehn Stellen. Dem frischgebackenen Sekretär schweben zunächst Gorki, Weressajew, Schmeljow, Saizew und Serafimowitsch als Lektoren vor. Keiner kommt.
Ganz ordentlich wird das rasche Verfassen von bündigen Losungen bezahlt. 
Eines Morgens kommt Mischa zum Dienst und die Litab ist weg. Er sucht und kämmt in den Korridoren Etage für Etage durch. Mischa wird fündig. Die Kollegen hatten ihn vom Umzug nicht informiert.
An einem Tag des Personalabbaus wird die Litab aufgelöst. Mischa verlässt als letzter das Amt.

## Deutschsprachige Ausgaben
Verwendete Ausgabe:
- Aufzeichnungen auf Manschetten. Aus dem Russischen von Thomas Reschke. S. 174–218 in Ralf Schröder (Hrsg.): Bulgakow. Die rote Krone. Autobiographische Erzählungen und Tagebücher. Volk & Welt, Berlin 1993, ISBN 3-353-00944-2 (= Bd. 5: Gesammelte Werke (13 Bde.))